# Fredi Jirkal
Fredi Jirkal (* 29. Mai 1967 in Wien) ist ein österreichischer Kabarettist.
Eigentlich gelernter Tischler, später Postbeamter, widmet sich Fredi Jirkal seit 2002 dem Kabarett. Jirkal gewann mehrere österreichische Kleinkunstpreise. Die Kabarettprogramme von Jirkal haben durchwegs autobiografischen Charakter, so setzt er sich beispielsweise in seinem ersten Programm Mei Rayon auf humoristische Art und Weise mit seiner 18-jährigen Zeit als Briefträger auseinander. Die Premiere seines Programms Gummiringerl fand am 28. Februar 2006 im Wiener Kleinkunstlokal Kulisse statt.
2013 und 2014 war er im Rahmen der Hyundai Kabarett-Tage im ORF zu sehen, 2017 im Rahmen von Kabarett im Turm.

## Kabarettprogramme
- 2002: Mei Rayon – Ein Postlerleben
- 2004: Kinderwunsch
- 2005: Best of 2
- 2006: Gummiringerl
- 2007: Best of 3
- 2008: man bleibt Kind
- 2007: Best of 4
- 2010: Das Ungeheuer von Wellness – Tief über der Oberfläche
- 2014: Two and a Houseman
- 2017: Der Heimwerkerprofi
- 2019: Wechseljahre
- 2020: Nimm 2 wie Pech und Schwefel

## Auszeichnungen
- 2003 – Hirschwanger Wuchtel (Publikumspreis)
- 2004 – Rabler („Der rabenschwarze Adler“) (Publikum & Jury)
- 2004 – Freistädter Frischling (Jury)
- 2005 – Hirschwanger Wuchtel (Publikum & Jury)